# 島根県立松江養護学校
島根県立松江養護学校（しまねけんりつ まつえようごがっこう）は、島根県松江市にある公立養護学校。知的障害児を教育対象とする。

## 沿革
- 1978年12月 - 教室棟完成
- 1979年4月 - 開校
- 1988年10月 - 創立10周年記念式典を開催。
- 1989年4月 - 高等部開設
- 1994年4月 - 寄宿舎開設
- 1998年10月 - 創立20周年記念式典を開催。
- 2006年7月 - 高等部生徒数の増加に伴い、新高等部棟を増築。
- 2007年4月 - 島根県立松江農林高等学校の旧寄宿舎（湖南寮）に乃木実習場開設。
- 2008年4月 - 寄宿舎利用生徒数の増加に伴い、島根県立盲学校寄宿舎（西浜佐陀分舎）が使用される。
- 2008年10月 - 創立30周年記念式典を開催。
- 2009年4月 - 島根県立安来高等学校に安来分教室を開設。
- 2012年4月 - 乃木校舎を開設。
- 2018年10月 - 創立40周年記念式典を開催。

## 校訓
- 「明るく・強く・仲良く」

## 学部
- 小学部
- 中学部
- 高等部
- 寄宿舎

## 所在地
- 島根県松江市西川津31

## 周辺
- 松江市立第ニ中学校
- 島根大学
- 島根大学総合博物館アシカル